# Please (album des Pet Shop Boys)
Pour les articles homonymes, voir Please.
 (juillet 2013).
Si vous disposez d'ouvrages ou d'articles de référence ou si vous connaissez des sites web de qualité traitant du thème abordé ici, merci de compléter l'article en donnant les références utiles à sa vérifiabilité et en les liant à la section « Notes et références ».
Albums de Pet Shop Boys
Disco
(17 novembre 1986)
Singles
1. West End Girls
Sortie : 28 octobre 1985
2. Love Comes Quickly
Sortie : 24 février 1986
3. Opportunities (Let's Make Lots Of Money)
Sortie : 19 mai 1986
4. Suburbia
Sortie : 22 septembre 1986

Please est le premier album du groupe anglais Pet Shop Boys, sorti le 24 mars 1986 et vendu à plus de 3 millions d'exemplaires dans le monde. Il contient les titres West End Girls, Opportunities (Let's Make Lots Of Money), Love Comes Quickly et Suburbia.
L'album a été  remasterisé et réédité le 6 juin 2001. Il est accompagné d'un deuxième CD, Further Listening 1984–1986, comprenant 13 Bonus ainsi qu'un livret de 36 pages dans lequel chaque titre est commenté par les Pet Shop Boys.

## Titres

### Album original
| No  | Titre                                    | Auteur                                    | Durée |
| --- | ---------------------------------------- | ----------------------------------------- | ----- |
| 1.  | Two Divided by Zero                      | Neil Tennant / Bobby Orlando              | 3:32  |
| 2.  | West End Girls                           | Neil Tennant / Chris Lowe                 | 4:41  |
| 3.  | Opportunities (Let's Make Lots Of Money) | Neil Tennant / Chris Lowe                 | 3:43  |
| 4.  | Love Comes Quickly                       | Neil Tennant / Chris Lowe / Stephen Hague | 4:18  |
| 5.  | Suburbia                                 | Neil Tennant / Chris Lowe                 | 5:07  |
| 6.  | Opportunities (Reprise)                  | Neil Tennant / Chris Lowe                 | 0:32  |
| 7.  | Tonight is Forever                       | Neil Tennant / Chris Lowe                 | 4:30  |
| 8.  | Violence                                 | Neil Tennant / Chris Lowe                 | 4:27  |
| 9.  | I Want a Lover                           | Neil Tennant / Chris Lowe                 | 4:04  |
| 10. | Later Tonight                            | Neil Tennant / Chris Lowe                 | 2:44  |
| 11. | Why Don't We Live Together?              | Neil Tennant / Chris Lowe                 | 4:44  |

### Further Listening 1984–1986
| No  | Titre                                                                      | Auteur                                    | Durée |
| --- | -------------------------------------------------------------------------- | ----------------------------------------- | ----- |
| 1.  | A Man Could Get Arrested (Twelve-Inch B-Side)                              | Neil Tennant / Chris Lowe                 | 4:12  |
| 2.  | Opportunities (Let's Make Lots Of Money) (Full Length Original Seven-Inch) | Neil Tennant / Chris Lowe                 | 4:37  |
| 3.  | In the Night                                                               | Neil Tennant / Chris Lowe                 | 4:51  |
| 4.  | Opportunities (Let's Make Lots Of Money) (Original twelve-Inch Mix)        | Neil Tennant / Chris Lowe                 | 7:01  |
| 5.  | Why Don't We Live Together? (Original New York Mix)                        | Chris Lowe / Neil Tennant                 | 5:14  |
| 6.  | West End Girls (Dance Mix /Full Length Dance Mix)                          | Chris Lowe / Neil Tennant                 | 6:40  |
| 7.  | A Man Could Get Arrested (Seven-Inch B-Side)                               | Chris Lowe / Neil Tennant                 | 4:51  |
| 8.  | Love Comes Quickly (Dance Mix)                                             | Chris Lowe / Neil Tennant / Stephen Hague | 6:51  |
| 9.  | That's My Impression (Disco Mix)                                           | Chris Lowe / Neil Tennant                 | 5:20  |
| 10. | Was That What It Was?                                                      | Chris Lowe / Neil Tennant                 | 5:17  |
| 11. | Suburbia (The Full Horror)                                                 | Chris Lowe / Neil Tennant                 | 8:58  |
| 12. | Jack the Lad                                                               | Chris Lowe / Neil Tennant                 | 4:32  |
| 13. | Paninaro (Italian Remix)                                                   | Chris Lowe / Neil Tennant                 | 8:38  |

## Musiciens invités
- Andy Mackay – saxophone sur le quatrième titre du CD 1
- Helena Springs – chant additionnel sur le deuxième et huitième titre CD 2